# Milan Jovanović (dessinateur)
Pour les articles homonymes, voir Milan Jovanović.
Milan Jovanović (cyrillique serbe : Милан Јовановић) est un auteur et dessinateur de bande dessinée serbe, né le 1er janvier 1971 à Kopar (alors en Yougoslavie, aujourd’hui en Slovénie).

## Biographie
Milan Jovanovic est diplômé d’une école de design industriel (section design graphique). Il dessine notamment les séries Kalokagarti, La Bête noire, Secrets - Le Serpent sous la glace et Jason Brice. Il vit à Belgrade. En 2014, il décroche le prix BD Buc en Bulles 2014 au Festival de Buc (Yvelines) pour l'album Ars Magna - T1.

## Œuvres
- Kalokagarti, scénario de Đorđe Milosavljević
  - Kalokagarti (album), Orbis, Belgrade, 1994
  - Kalokagarti (magazine), Politikin Zabavnik, Belgrade, 2002

- La Bête Noire : Pet životnih doba, scénario de Darko Macan (en), Drugi pogled, Novi Sad
  1. Doba 5eto: Ravnoteža, 2001
  2. Doba 4etvrto: Ludilo, 2002
  3. Doba 3reće: Dužnost, 2002
  4. Doba 2rugo: Talent, 2002
  5. Doba 1rvo: Ljubav, 2004

  - La Bête noire : Pet životnih doba (intégrale), Mentor, Zagreb, 2011

- Secrets - Le Serpent sous la glace, scénario de Frank Giroud, Dupuis collection « Empreinte(s) »
  1. Tome 1, 2004
  2. Tome 2, 2005
  3. Tome 3, 2006

  - Secrets - Le Serpent sous la glace (intégrale), 2011

- Jason Brice, scénario d’Alcante, Dupuis
  1. Ce qui est écrit, 2008
  2. Ce qui est caché, 2009
  3. Ce qui est révélé, 2010

- Ars Magna, scénario d’Alcante, Glénat
  1. Énigmes, 2012

- Carthago, scénario de Christophe Bec, Les Humanoïdes Associés
  1. Tome 3, Le Monstre de Djibouti, 2013
  2. Tome 4, Les Monolithes de Koubé, 2014
  3. Tome 5, La Cité de Platon, 2016

- Les Sept Vies de l'Épervier, Troisième époque, scénario de Patrick Cothias, Dargaud
  1. Tome 3, Le Fils d'Ariane, 2022

- La Couronne de France, scénario de Jean-Pierre Pécau, couleurs de Diego Lopez Parada, Delcourt
  1. Tome 1, De Philippe Auguste à Philippe Le Bel, 2024